# Barranc del Solà (Molinos)
El Barranc del Solà, és un barranc del terme de la Torre de Cabdella, dins de l'antic terme primigeni d'aquest municipi. Es forma als Clots del Puo, a l'extrem sud-oriental del Serrat de Plan de Toralla, per la unió de dos barrancs: lo Carant (continuació de la Canal del Portarró, que ve del nord, i el dels Clots del Puo, que prové de l'oest. Des d'aquell lloc davalla cap al sud-est, i va rebent l'afluència d'altres barrancs, principalment per la dreta: barranc de l'Obaga i barranc del Mallo (que recull les aigües del barranc de les Forques i del barranc de Costa Cardiguera). Discorre al nord-est del poble d'Astell, i s'aboca en el Flamisell a l'altura de Molinos (la Torre de Cabdella).